# الشطيط (فرع العدين)

تعديل مصدري - تعديل

الشطيط هي إحدى قرى عزلة الوزيرة بمديرية فرع العدين التابعة لمحافظة إب، بلغ تعداد سكانها 838 نسمة حسب تعداد اليمن لعام 2004.